# Crocanthes symmochlopa
Crocanthes symmochlopa is een vlinder uit de familie van de Lecithoceridae. De wetenschappelijke naam van de soort is voor het eerst geldig gepubliceerd in 1929 door Meyrick.